# Jugaard

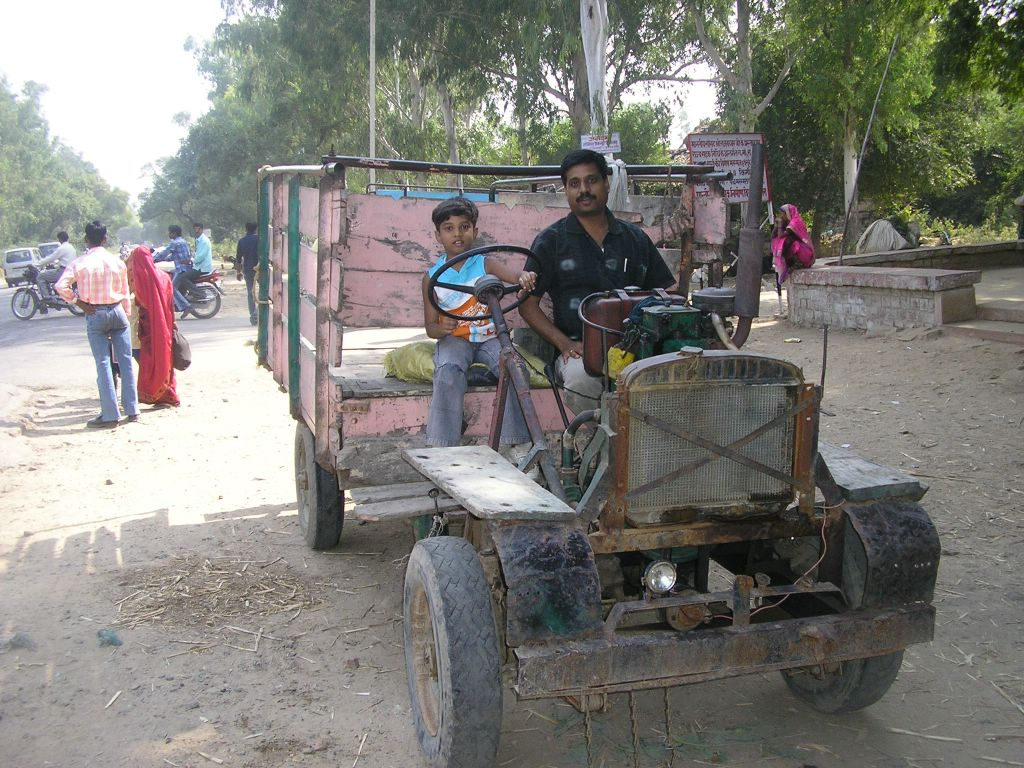
Jugaad vehículo - impulsado por un motor de una bomba de agua

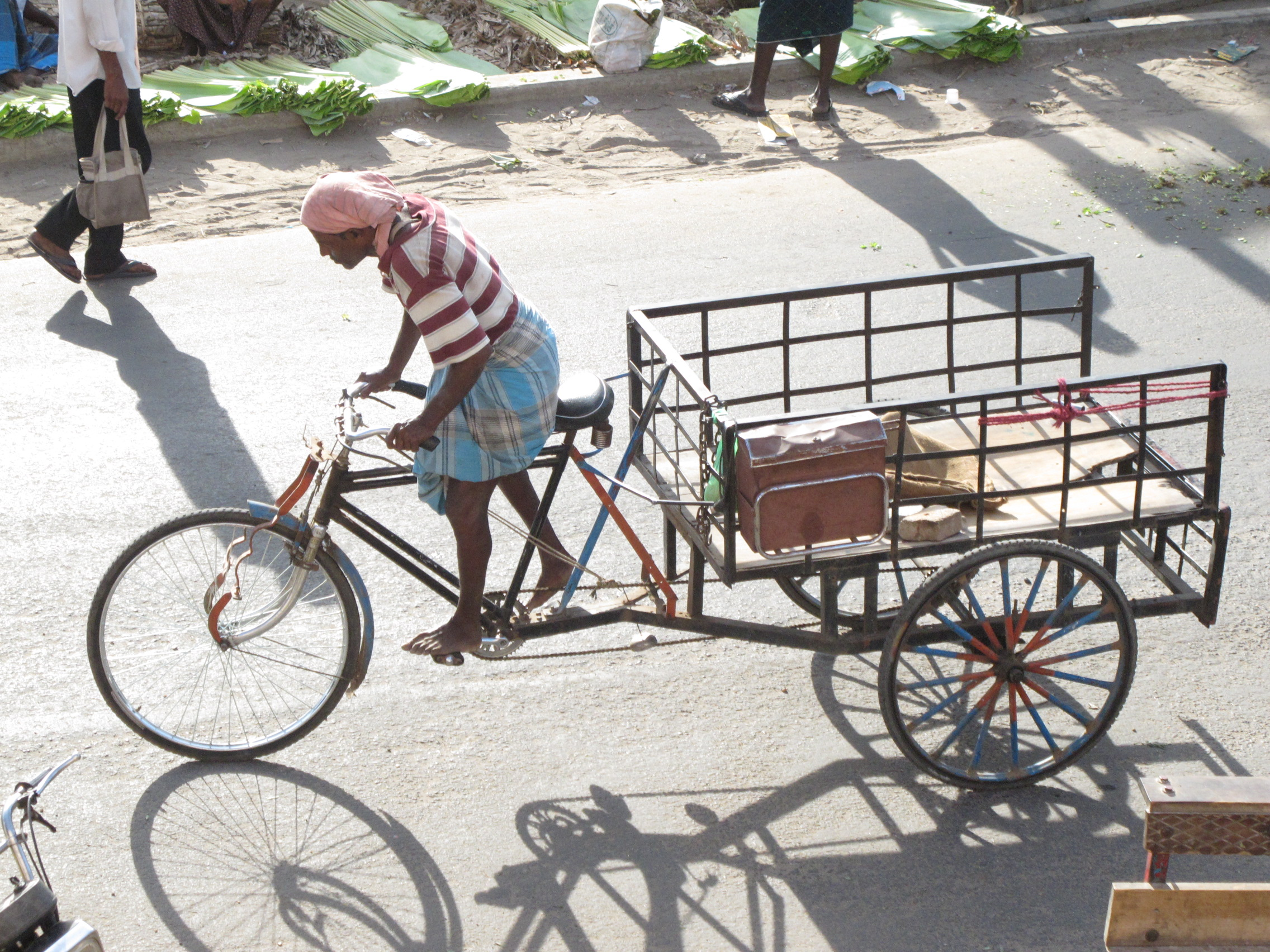
No-motorizado Meen Body Vandi (vehículo improvisado) en Tamil Nadu, India

Jugaard (en hindi: जुगाड़ Jugāṛ; en urdu: جگاڑ‎ Jugāṛ; en inglés: Jugaad) es una palabra Hindi coloquial que significa proyectos  que buscan combatir la pobreza y la obsolescencia planificada de  productos por Investigación, Desarrollo, Innovación e improvisación local   mediante el libre acceso a información, diseños  y proyectos de formación y/o de reparaciones artesanal de ingeniería frugal que está en su máximo evolución  en la India.